# Оскар Піастрі
Оскар Джек Піастрі (нар. 6 квітня 2001 року) — австралійський гонщик, що виступає за команду Макларен у Формулі-1, раніше він представляв команду Альпін резервним пілотом та був частиною академії гонщиків команди.
Він виграв Formula Renault Eurocup в 2019 році з R-ace GP, а також став чемпіоном Формули-3 в 2020 році і  Формули-2 в 2021 році з Prema Racing. Він став шостим гонщиком, якому вдалось виграти чемпіонат GP2/Формули-2 у дебютному сезоні, і п’ятим гонщиком, якому вдалось виграти поспіль чемпіонати GP3/Формули-3 та GP2/Формули-2. Завдяки його успіхам у нижчих формулах, Піастрі вважається одним із найперспективніших молодих пілотів у автоспорті.

## Формула-1
Піастрі приєднався до Renault Sport Academy у січні 2020 року. Після перемоги в чемпіонаті Формули-3 у 2020 році він взяв участь у своєму першому тесті в Формулі-1 у жовтні з командою Рено, пілотуючи Renault R.S.18 на міжнародному автодромі Бахрейну разом із колегами з академії, Крістіаном Лундгаардом та Чжоу Гуаньюй. У 2021 році він залишився членом оновленої Alpine Academy та пілотував Alpine A521 під час післясезонних тестів для молодих пілотів на трасі Яс-Марина в грудні.
Після перемоги в Формулі-2 Піастрі був призначений резервним пілотом Альпін на сезон 2022. Він також став доступним як резервний пілот для команди Макларен після угоди між двома командами. Він брав участь у тестових сесіях Альпін на A521 протягом усього сезону, зокрема на трасах Америк, Лусаїл та Сільверстоун. Керівник команди Макларен Андреас Зайдл підтвердив, що Піастрі провів дводенне приватне тестування на боліді Макларен попередньої специфікації на трасі Поль Рікар за тиждень до Гран-прі Сан-Паулу.

### McLaren (2023–)

#### Сезон 2023
В 2023 році Піастрі став напарником Ландо Норріса в McLaren. Alpine погодилася достроково розірвати контракт з Піастрі, щоб той міг приєднатися до McLaren у післясезонних тестах одразу після Гран-прі Абу-Дабі 2022 року.

## Результати виступів

### Загальна статистика
| Сезон   | Серія                      | Команда                     | Гонки           | Перемоги        | Поули           | Н/к             | Подіуми         | Очки            | Місце           |
| ------- | -------------------------- | --------------------------- | --------------- | --------------- | --------------- | --------------- | --------------- | --------------- | --------------- |
| 2016–17 | Formula 4 UAE Championship | Dragon F4                   | 11              | 0               | 0               | 0               | 2               | 94              | 6               |
| 2017    | F4 British Championship    | TRS Arden Junior Team       | 30              | 6               | 6               | 5               | 13              | 376.5           | 2               |
| 2017    | Formula Renault NEC        | Arden Motorsport            | 2               | 0               | 0               | 0               | 0               | 26              | 21              |
| 2018    | Formula Renault Eurocup    | Arden Motorsport            | 20              | 0               | 0               | 0               | 3               | 110             | 8               |
| 2018    | Formula Renault NEC        | Arden Motorsport            | 8               | 0               | 0               | 0               | 0               | 0               | НК†             |
| 2019    | Formula Renault Eurocup    | R-ace GP                    | 19              | 7               | 5               | 6               | 11              | 320             | 1               |
| 2020    | FIA Formula 3 Championship | Prema Racing                | 18              | 2               | 0               | 4               | 6               | 164             | 1               |
| 2021    | FIA Formula 2 Championship | Prema Racing                | 23              | 6               | 5               | 6               | 11              | 252.5           | 1               |
| 2022    | Формула-1                  | BWT Alpine Formula One Team | Тест-пілот      | Тест-пілот      | Тест-пілот      | Тест-пілот      | Тест-пілот      | Тест-пілот      | Тест-пілот      |
| 2022    | Формула-1                  | McLaren F1 Team             | Резервний пілот | Резервний пілот | Резервний пілот | Резервний пілот | Резервний пілот | Резервний пілот | Резервний пілот |
| 2023    | Формула-1                  | McLaren F1 Team             | 22              | 0               | 0               | 2               | 2               | 97              | 9               |
| 2024    | Формула-1                  | McLaren F1 Team             | 24              | 2               | 0               | 1               | 8               | 292             | 4               |
| 2025    | Формула-1                  | McLaren F1 Team             | 14              | 6               | 4               | 4               | 12              | 284*            | 1*              |

† Піастрі брав участь в змаганні за запрошенням, тому йому не нараховувалися очки чемпіонату.
* Сезон триває.

### Формула-1
| Приклад                  | Опис                                                              |
| ------------------------ | ----------------------------------------------------------------- |
| 1                        | Переможець                                                        |
| 2                        | Друге місце                                                       |
| 3                        | Третє місце                                                       |
| 5                        | Фінішував у очковій зоні                                          |
| 12                       | Фінішував поза очковою зоною                                      |
| НКЛ                      | Фінішував, але не класифікований                                  |
| Схід                     | Не фінішував і не класифікований                                  |
| НКВ                      | Не кваліфікований                                                 |
| НПКВ                     | Не передкваліфікований                                            |
| ДСК                      | Дискваліфікований                                                 |
| тест                     | Тестер по п'ятницях                                               |
| НС                       | Брав участь у Гран-прі як бойовий пілот, але не стартував у гонці |
| Т                        | Травмований чи хворий                                             |
| Викл                     | Виключений із протоколу                                           |
| Від                      | Відмова від участі                                                |
| НТР                      | Не брав участі в тренуваннях                                      |
| НПР                      | Не прибув на Гран-прі                                             |
| С                        | Гонка скасована                                                   |
|                          | Не брав участі                                                    |
| Жирний шрифт             | Поул-позиція                                                      |
| Курсив                   | Найшвидше коло                                                    |
| Числоу верхньому індексі | Позиція в спринті, що передбачає нарахування очок                 |

| Сезон    | Команда         | Шасі          | Двигун                                     | 1        | 2      | 3     | 4      | 5      | 6       | 7      | 8      | 9      | 10    | 11    | 12        | 13     | 14     | 15    | 16    | 17     | 18       | 19    | 20     | 21     | 22    | 23     | 24     | Місце | Очки |
| -------- | --------------- | ------------- | ------------------------------------------ | -------- | ------ | ----- | ------ | ------ | ------- | ------ | ------ | ------ | ----- | ----- | --------- | ------ | ------ | ----- | ----- | ------ | -------- | ----- | ------ | ------ | ----- | ------ | ------ | ----- | ---- |
| 2023     | McLaren F1 Team | McLaren MCL60 | Mercedes-AMG F1 M14 E Performance 1.6 V6 t | БАХ Схід | САУ 15 | АВС 8 | АЗЕ 11 | МАЯ 19 | МОН 10  | ІСП 13 | КАН 11 | АВТ 16 | ВЕЛ 4 | УГО 5 | БЕЛ Схід2 | НІД 9  | ІТА 12 | СІН 7 | ЯПО 3 | КАТ 21 | США Схід | МЕХ 8 | САП 14 | ЛВГ 10 | АБУ 6 |        |        | 9     | 97   |
| 2024     | McLaren F1 Team | McLaren MCL38 | Mercedes-AMG F1 M15 E Performance 1.6 V6 t | БАХ 8    | САУ 4  | АВС 4 | ЯПО 8  | КИТ 87 | МАЯ 136 | ЕМІ 4  | МОН 2  | КАН 5  | ІСП 7 | АВТ 2 | ВЕЛ 4     | УГО 1  | БЕЛ 2  | НІД 4 | ІТА 2 | АЗЕ 1  | СІН 3    | США 5 | МЕХ 8  | САП 82 | ЛВГ 7 | КАТ 31 | АБУ 10 | 4     | 292  |
| 2025     | McLaren F1 Team | McLaren MCL39 | Mercedes-AMG F1 M16 E Performance 1.6 V6 t | АВС 9    | КИТ 12 | ЯПО 3 | БАХ 1  | САУ 1  | МАЯ 12  | ЕМІ 3  | МОН 3  | ІСП 1  | КАН 4 | АВТ 2 | ВЕЛ 2     | БЕЛ 12 | УГО 2  | НІД   | ІТА   | АЗЕ    | СІН      | США   | МЕХ    | САП    | ЛВГ   | КАТ    | АБУ    | 1*    | 284* |
| Джерело: |                 |               |                                            |          |        |       |        |        |         |        |        |        |       |       |           |        |        |       |       |        |          |       |        |        |       |        |        |       |      |

* Сезон триває.

† Не фінішував на гран-прі, але був класифікований, оскільки подолав понад 90% дистанції.